# Hospital das Forças Armadas

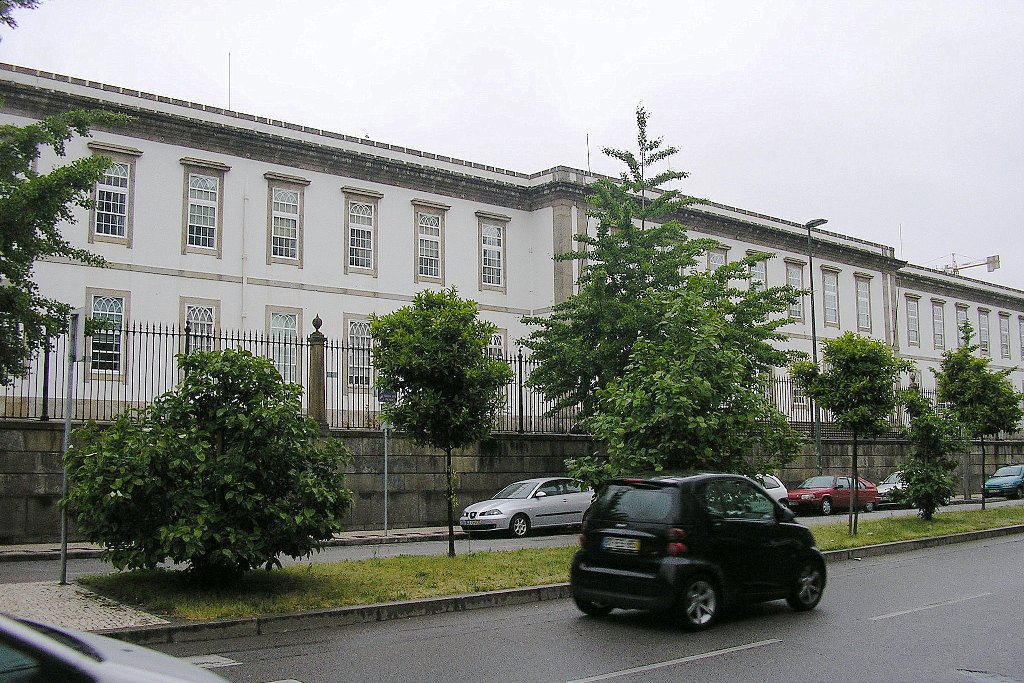
Hospital Militar Regional N.º 1 (D. Pedro V) - futuro pólo do Porto do HFAR

O Hospital das Forças Armadas (HFAR) é um estabelecimento destinado a prestar assistência hospitalar aos membros das Forças Armadas Portuguesas e aos seus familiares.
Criado no âmbito das novas leis orgânicas de Bases da Organização das Forças Armadas e do Estado-Maior General das Forças Armadas de 2009, o HFAR está na direta dependência do Chefe do Estado-Maior General das Forças Armadas.
Quando foi ativado, o HFAR absorveu, numa única estrutura hospitalar, os atuais hospitais da Marinha, do Exército e da Força Aérea. Existem dois pólos do HFAR, o atual situado no Lumiar, em Lisboa, no Complexo do Lumiar, e outro no Porto.